# قرقس
قرقس هي إحدى قرى هضبة الجولان في الجمهورية العربية السورية. 
تقع في الزاوية الجنوبية الشرقية من الجولان، يقدر عدد سكانها بحوالي 5000 نسمة. تسكن قرقس بعض العائلات المتقاربة فيما بينها معظم السكان يعملون بالزراعة وتربية الماشية، هناك نسبة جيدة من حملة الشهادات الجامعية في عدد من التخصصات و يوجد بها ثلاث مدارس ابتدائية وأعدادية. تتطور قرية قرقس بصورة متسارعة وجيدة وهناك العديد من المشاريع الخدمية في القرية وبالقرب منها تتكامل مع محيطها من البلدات والقرى التي تتبع محافظتي درعا أو القنيطرة.